# Saison NBA 2008-2009
Navigation
Saison 2007-2008 Saison 2009-2010
La saison NBA 2008-2009 est la 60e saison de la NBA (63e en comptant les trois saisons BAA). Du 28 octobre 2008 au 15 avril 2009, 1230 matches sont joués en saison régulière. Les playoffs commencent le 18 avril 2009 et se terminent le 14 juin 2009 avec le dernier match des Finales NBA remporté par les Los Angeles Lakers aux dépens du Orlando Magic.
Les Lakers de Los Angeles sont champions en battant le Magic d'Orlando 4-1, remportant ainsi leur 15e titre NBA.

## Faits notables
- Le All-Star Game 2009 s'est déroulé le 15 février 2009 à l'US Airways Center à Phoenix, Kobe Bryant et Shaquille O'Neal ont été élus co-Most Valuable Player.
- Le « salary cap » (plafond salarial) pour la saison s'élève à 58,68 millions de dollars, prenant effet immédiat le 9 juillet, la période moratoire prenant alors fin et les équipes pouvant signer des agents libres et effectuer des transferts[1]. Le plafond de l'amende (« luxury tax ») est fixé à 71,15 millions de dollars. Cette taxe impose à chaque équipe de verser 1 dollar pour chaque dollar au-dessus de ce plafond de masse salariale totale de l'équipe. La masse salariale minimale pour chaque équipe doit être de 44,010 millions de dollars, soit 75 % du salary cap. Le montant du « salary cap » lors de la saison 2007-2008 s'élevait à 55,63 millions de dollars et celui de la « luxury tax » était de 67,865 millions de dollars.
- Le 26 juin 2008, les Bucks de Milwaukee transfèrent Bobby Simmons et Yi Jianlian aux Nets du New Jersey contre Richard Jefferson.
- Le 26 juin, les Pacers de l'Indiana transfèrent Jerryd Bayless et Ike Diogu aux Trail Blazers de Portland contre Brandon Rush, Jarrett Jack et Josh McRoberts.
- Le 26 juin, les Pacers de l'Indiana transfèrent Jermaine O'Neal et Nathan Jawai aux Raptors de Toronto contre T.J. Ford, Radoslav Nesterovič, Roy Hibbert et Maceo Baston.
- Le 26 juin, les Grizzlies de Memphis transfèrent Kevin Love, Mike Miller, Brian Cardinal et Jason Collins aux Minnesota Timberwolves contre O. J. Mayo, Antoine Walker, Marko Jaric et Greg Buckner.
- Le 2 juillet, les SuperSonics de Seattle sont officiellement délocalisés dans la ville d'Oklahoma City[2]. Les propriétaires NBA avaient voté un accord dans ce sens le 18 avril par 28 voix contre 2. La franchise, qui était la propriété de l'homme d'affaires Clay Bennett, souhaitait amener l'équipe dans sa ville, qui avait accueilli les Hornets de La Nouvelle-Orléans lors de la saison 2005-2006 à la suite de l'ouragan Katrina. Pour la première fois depuis 41 ans, il n'y aura donc pas d'équipe à Seattle en NBA. L'équipe devra changer de nom et de couleurs, ceux des SuperSonics devant rester la propriété de la ville de Seattle.
- Le 23 juillet, Josh Childress des Hawks d'Atlanta signe un contrat de trois ans et 20 millions de dollars pour l'Olympiakos Le Pirée, faisant de lui un des premiers joueurs majeurs à quitter la NBA pour une équipe européenne si tôt dans sa carrière[3].
- Le 29 juillet, Ron Artest est transféré des Kings de Sacramento aux Rockets de Houston en échange de Bobby Jackson, Donté Greene et un premier tour de draft 2009.
- Le 3 octobre, Shaun Livingston, qui n'avait plus joué depuis février 2007 à cause d'une blessure au genou, signe un contrat de deux ans avec le Heat de Miami.
- Les propriétaires de la NBA approuvent le 23 octobre l'utilisation de la vidéo, pour cette saison, afin de déterminer si un panier inscrit par un joueur vaut deux ou trois points et si deux ou trois lancer-francs doivent être accordés en cas de faute sur un joueur[4].
- Le 3 novembre, Allen Iverson est transféré des Nuggets de Denver aux Pistons de Détroit en échange de Chauncey Billups, Antonio McDyess et Cheikh Samb[5].
- Le 5 novembre, Tony Parker marque 55 points, fait 10 passes décisives et prend 7 rebonds, lors de la victoire des Spurs de San Antonio (129-125) au terme d'une double prolongation contre Minnesota. Il rejoint Oscar Robertson (56 points - 12 passes en 1963-1964), Michael Jordan (57-10 en 1992-93), LeBron James (50-10 en 2007-2008) et Stephon Marbury (50-12 en 2000-2001) dans le cercle très fermé des joueurs ayant marqué plus de 50 points et 10 passes décisives dans le même match.
- Le 15 novembre, le rookie Anthony Morrow, des Warriors de Golden State, marque 37 points dans un match contre les Clippers de Los Angeles[6].
- Le 23 décembre, les Celtics de Boston battent leur record de franchise en remportant une 19e victoire consécutive. Ils réalisent aussi leur meilleur début de saison en ligue avec 27 victoires pour deux défaites[7]. La série s'est terminée le 25 décembre, date à laquelle les Celtics ont été battus par les Lakers de Los Angeles (92-83)[8]. Le lendemain, les Celtics se sont inclinés de nouveau face aux Golden State Warriors (89-99)[9].
- Le 4 février, LeBron James réalise une deuxième fois la performance d'inscrire au moins 50 points et de délivrer 10 passes décisives, avec 52 points et 11 passes décisives contre les Knicks de New York encore au Madison Square Garden comme un an auparavant; c'est la deuxième fois de sa carrière et également la deuxième fois de la saison en cours que cette performance est réalisée.
- La division Sud-Ouest est la mieux représentée en playoffs avec 4 franchises qualifiées: Rockets de Houston, Spurs de San Antonio, Hornets de La Nouvelle-Orléans et Mavericks de Dallas.
- Dwight Howard, meilleur rebondeur et contreur de la ligue, est élu meilleur défenseur de la saison, devenant à l'âge de 23 ans, le plus jeune lauréat de ce trophée de l'histoire de la NBA.

## Classements de la saison régulière
| Champion de division | Qualifié pour les playoffs | Non qualifié pour les playoffs |

Les champions de division sont automatiquement qualifiés pour les playoffs.

### Par division
| Division Atlantique   | V  | D  | PCT  | GB |
| --------------------- | -- | -- | ---- | -- |
| Celtics de Boston     | 62 | 20 | .756 | -  |
| 76ers de Philadelphie | 41 | 41 | .500 | 21 |
| Nets du New Jersey    | 34 | 48 | .415 | 28 |
| Raptors de Toronto    | 33 | 49 | .402 | 29 |
| Knicks de New York    | 32 | 50 | .390 | 30 |

| Division Centrale      | V  | D  | PCT  | GB |
| ---------------------- | -- | -- | ---- | -- |
| Cavaliers de Cleveland | 66 | 16 | .805 | -  |
| Bulls de Chicago       | 41 | 41 | .500 | 25 |
| Pistons de Détroit     | 39 | 43 | .476 | 27 |
| Pacers de l'Indiana    | 36 | 46 | .439 | 30 |
| Bucks de Milwaukee     | 34 | 48 | .415 | 32 |

| Division Sud-Est      | V  | D  | PCT  | GB |
| --------------------- | -- | -- | ---- | -- |
| Magic d'Orlando       | 59 | 23 | .720 | -  |
| Hawks d'Atlanta       | 47 | 35 | .573 | 12 |
| Heat de Miami         | 43 | 39 | .524 | 16 |
| Bobcats de Charlotte  | 35 | 47 | .427 | 24 |
| Wizards de Washington | 19 | 63 | .232 | 40 |

| Division Nord-Ouest       | V  | D  | PCT  | GB |
| ------------------------- | -- | -- | ---- | -- |
| Nuggets de Denver         | 54 | 28 | .659 | -  |
| Trail Blazers de Portland | 54 | 28 | .659 | 0  |
| Jazz de l'Utah            | 48 | 34 | .585 | 6  |
| Timberwolves du Minnesota | 24 | 58 | .293 | 30 |
| Thunder d'Oklahoma City   | 23 | 59 | .280 | 31 |

| Division Pacifique       | V  | D  | PCT  | GB |
| ------------------------ | -- | -- | ---- | -- |
| Lakers de Los Angeles    | 65 | 17 | .793 | -  |
| Suns de Phoenix          | 46 | 36 | .561 | 19 |
| Warriors de Golden State | 29 | 53 | .354 | 36 |
| Clippers de Los Angeles  | 19 | 63 | .232 | 46 |
| Kings de Sacramento      | 17 | 65 | .207 | 48 |

| Division Sud-Ouest             | V  | D  | PCT  | GB |
| ------------------------------ | -- | -- | ---- | -- |
| Spurs de San Antonio           | 54 | 28 | .659 | -  |
| Rockets de Houston             | 53 | 29 | .646 | 1  |
| Mavericks de Dallas            | 50 | 32 | .610 | 4  |
| Hornets de La Nouvelle-Orléans | 49 | 33 | .598 | 5  |
| Grizzlies de Memphis           | 24 | 58 | .293 | 30 |

### Par conférence
| Conférence Est | Conférence Est         | Conférence Est | Conférence Est | Conférence Est |
| No             | Franchise              | Vic.           | Déf.           | PCT            |
| -------------- | ---------------------- | -------------- | -------------- | -------------- |
| 1              | Cavaliers de Cleveland | 66             | 16             | .805           |
| 2              | Celtics de Boston      | 62             | 20             | .756           |
| 3              | Magic d'Orlando        | 59             | 23             | .720           |
| 4              | Hawks d'Atlanta        | 47             | 35             | .573           |
| 5              | Heat de Miami          | 43             | 39             | .524           |
| 6              | 76ers de Philadelphie  | 41             | 41             | .500           |
| 7              | Bulls de Chicago       | 41             | 41             | .500           |
| 8              | Pistons de Détroit     | 39             | 43             | .476           |
|                |                        |                |                |                |
| 9              | Pacers de l'Indiana    | 36             | 46             | .439           |
| 10             | Bobcats de Charlotte   | 35             | 47             | .427           |
| 11             | Nets du New Jersey     | 34             | 48             | .415           |
| 12             | Bucks de Milwaukee     | 34             | 48             | .415           |
| 13             | Raptors de Toronto     | 33             | 49             | .402           |
| 14             | Knicks de New York     | 32             | 50             | .390           |
| 15             | Wizards de Washington  | 19             | 63             | .232           |

| Conférence Ouest | Conférence Ouest               | Conférence Ouest | Conférence Ouest | Conférence Ouest |
| No               | Franchise                      | Vic.             | Déf.             | PCT              |
| ---------------- | ------------------------------ | ---------------- | ---------------- | ---------------- |
| 1                | Lakers de Los Angeles          | 65               | 17               | .793             |
| 2                | Nuggets de Denver              | 54               | 28               | .659             |
| 3                | Spurs de San Antonio           | 54               | 28               | .659             |
| 4                | Trail Blazers de Portland      | 54               | 28               | .659             |
| 5                | Rockets de Houston             | 53               | 29               | .646             |
| 6                | Mavericks de Dallas            | 50               | 32               | .610             |
| 7                | Hornets de La Nouvelle-Orléans | 49               | 33               | .598             |
| 8                | Jazz de l'Utah                 | 48               | 34               | .585             |
|                  |                                |                  |                  |                  |
| 9                | Suns de Phoenix                | 46               | 36               | .561             |
| 10               | Warriors de Golden State       | 29               | 53               | .354             |
| 11               | Timberwolves du Minnesota      | 24               | 58               | .293             |
| 12               | Grizzlies de Memphis           | 24               | 58               | .293             |
| 13               | Thunder d'Oklahoma City        | 23               | 59               | .280             |
| 14               | Clippers de Los Angeles        | 19               | 63               | .232             |
| 15               | Kings de Sacramento            | 17               | 65               | .207             |

## Leaders statistiques de la saison régulière
| Catégorie                     | Joueur           | Équipe                         | Statistiques |
| ----------------------------- | ---------------- | ------------------------------ | ------------ |
| Points par match              | Dwyane Wade      | Heat de Miami                  | 30,2         |
| Rebonds par match             | Dwight Howard    | Magic d'Orlando                | 13,8         |
| Passes par match              | Chris Paul       | Hornets de La Nouvelle-Orléans | 11,0         |
| Interceptions par match       | Chris Paul       | Hornets de La Nouvelle-Orléans | 2,77         |
| Contres par match             | Dwight Howard    | Magic d'Orlando                | 2,92         |
| Pourcentage de réussite       | Shaquille O'Neal | Suns de Phoenix                | 60,9 %       |
| Pourcentage à 3 points        | Anthony Morrow   | Warriors de Golden State       | 46,7 %       |
| Pourcentage aux lancer-francs | José Calderon    | Raptors de Toronto             | 98,1 %       |

## Récompenses individuelles
| - Most Valuable Player : - Rookie of the Year : - Defensive Player of the Year : - Sixth Man of the Year : - Most Improved Player : - Coach of the Year : - Executive of the Year : - NBA Sportsmanship Award : - J. Walter Kennedy Citizenship Award : | LeBron James (Cavaliers de Cleveland) Derrick Rose (Bulls de Chicago) Dwight Howard (Magic d'Orlando) Jason Terry (Mavericks de Dallas) Danny Granger (Pacers de l'Indiana) Mike Brown (Cavaliers de Cleveland) Mark Warkentien (Nuggets de Denver) Chauncey Billups (Nuggets de Denver) Dikembe Mutombo (Rockets de Houston) |

| - All-NBA First Team : LeBron James (Cavaliers de Cleveland) Dirk Nowitzki (Mavericks de Dallas) Dwight Howard (Magic d'Orlando) Kobe Bryant (Lakers de Los Angeles) Dwyane Wade (Heat de Miami) | - All-NBA Second Team : Tim Duncan (Spurs de San Antonio) Paul Pierce (Celtics de Boston) Yao Ming (Rockets de Houston) Chris Paul (Hornets de La Nouvelle-Orléans) Brandon Roy (Trail Blazers de Portland) | - All-NBA Third Team : Carmelo Anthony (Nuggets de Denver) Pau Gasol (Lakers de Los Angeles) Shaquille O'Neal (Suns de Phoenix) Tony Parker (Spurs de San Antonio) Chauncey Billups (Nuggets de Denver) |

| - NBA All-Defensive First Team : Dwight Howard (Magic d'Orlando) Kobe Bryant (Lakers de Los Angeles) LeBron James (Cavaliers de Cleveland) Chris Paul (Hornets de La Nouvelle-Orléans) Kevin Garnett (Celtics de Boston) | - NBA All-Defensive Second Team : Tim Duncan (Spurs de San Antonio) Dwyane Wade (Heat de Miami) Rajon Rondo (Celtics de Boston) Shane Battier (Rockets de Houston) Ron Artest (Rockets de Houston) |

| - NBA All-Rookie First Team : Derrick Rose (Bulls de Chicago) O.J. Mayo (Grizzlies de Memphis) Russell Westbrook (Thunder d'Oklahoma City) Brook Lopez (Nets du New Jersey) Michael Beasley (Heat de Miami) | - NBA All-Rookie Second Team : Eric Gordon (Clippers de Los Angeles) Kevin Love (Timberwolves du Minnesota) Mario Chalmers (Heat de Miami) Marc Gasol (Grizzlies de Memphis) D.J. Augustin (Bobcats de Charlotte) (ex æquo) Rudy Fernández (Trail Blazers de Portland) (ex æquo) |

- MVP des Finales: Kobe Bryant (Lakers de Los Angeles)

## Playoffs
Les playoffs sont disputés par les huit équipes les mieux classées de la conférence Est et par les huit les mieux classées de la conférence Ouest. Le tableau suivant résume les résultats.
Tableau
|  | 1er tour         | 1er tour                       | 1er tour              |   |                           | Demi-finales de Conférence | Demi-finales de Conférence | Demi-finales de Conférence |  |   | Finales de Conférence  | Finales de Conférence | Finales de Conférence |  |    | Finales NBA     | Finales NBA | Finales NBA |
|  |                  |                                |                       |   |                           |                            |                            |                            |  |   |                        |                       |                       |  |    |                 |             |             |
|  | 1                | Cavaliers de Cleveland         | 4                     |   |                           |                            |                            |                            |  |   |                        |                       |                       |  |    |                 |             |             |
|  | 8                | Pistons de Détroit             | 0                     |   |                           |                            |                            |                            |  |   |                        |                       |                       |  |    |                 |             |             |
|  | 8                | Pistons de Détroit             | 0                     |   | 1                         | Cavaliers de Cleveland     | 4                          |                            |  |   |                        |                       |                       |  |    |                 |             |             |
|  |                  |                                |                       |   | 1                         | Cavaliers de Cleveland     | 4                          |                            |  |   |                        |                       |                       |  |    |                 |             |             |
|  |                  | 4                              | Hawks d'Atlanta       | 0 |                           |                            |                            |                            |  |   |                        |                       |                       |  |    |                 |             |             |
|  | 4                | 4                              | Hawks d'Atlanta       | 0 | Hawks d'Atlanta           | 4                          |                            |                            |  |   |                        |                       |                       |  |    |                 |             |             |
|  | 4                |                                |                       |   | Hawks d'Atlanta           | 4                          |                            |                            |  |   |                        |                       |                       |  |    |                 |             |             |
|  | 5                | Heat de Miami                  | 3                     |   |                           |                            |                            |                            |  |   |                        |                       |                       |  |    |                 |             |             |
|  | 5                | Heat de Miami                  | 3                     |   |                           |                            |                            |                            |  | 1 | Cavaliers de Cleveland | 2                     |                       |  |    |                 |             |             |
|  | Conférence Est   |                                |                       |   |                           |                            |                            |                            |  | 1 | Cavaliers de Cleveland | 2                     |                       |  |    |                 |             |             |
|  |                  | 3                              | Magic d'Orlando       | 4 |                           |                            |                            |                            |  |   |                        |                       |                       |  |    |                 |             |             |
|  | 3                | 3                              | Magic d'Orlando       | 4 | Magic d'Orlando           | 4                          |                            |                            |  |   |                        |                       |                       |  |    |                 |             |             |
|  | 3                |                                |                       |   | Magic d'Orlando           | 4                          |                            |                            |  |   |                        |                       |                       |  |    |                 |             |             |
|  | 6                | 76ers de Philadelphie          | 2                     |   |                           |                            |                            |                            |  |   |                        |                       |                       |  |    |                 |             |             |
|  | 6                | 76ers de Philadelphie          | 2                     |   | 3                         | Magic d'Orlando            | 4                          |                            |  |   |                        |                       |                       |  |    |                 |             |             |
|  |                  |                                |                       |   | 3                         | Magic d'Orlando            | 4                          |                            |  |   |                        |                       |                       |  |    |                 |             |             |
|  |                  | 2                              | Celtics de Boston     | 3 |                           |                            |                            |                            |  |   |                        |                       |                       |  |    |                 |             |             |
|  | 2                | 2                              | Celtics de Boston     | 3 | Celtics de Boston         | 4                          |                            |                            |  |   |                        |                       |                       |  |    |                 |             |             |
|  | 2                |                                |                       |   | Celtics de Boston         | 4                          |                            |                            |  |   |                        |                       |                       |  |    |                 |             |             |
|  | 7                | Bulls de Chicago               | 3                     |   |                           |                            |                            |                            |  |   |                        |                       |                       |  |    |                 |             |             |
|  | 7                | Bulls de Chicago               | 3                     |   |                           |                            |                            |                            |  |   |                        |                       |                       |  | E3 | Magic d'Orlando | 1           |             |
|  |                  |                                |                       |   |                           |                            |                            |                            |  |   |                        |                       |                       |  | E3 | Magic d'Orlando | 1           |             |
|  |                  | W1                             | Lakers de Los Angeles | 4 |                           |                            |                            |                            |  |   |                        |                       |                       |  |    |                 |             |             |
|  | 1                | W1                             | Lakers de Los Angeles | 4 | Lakers de Los Angeles     | 4                          |                            |                            |  |   |                        |                       |                       |  |    |                 |             |             |
|  | 1                |                                |                       |   | Lakers de Los Angeles     | 4                          |                            |                            |  |   |                        |                       |                       |  |    |                 |             |             |
|  | 8                | Jazz de l'Utah                 | 1                     |   |                           |                            |                            |                            |  |   |                        |                       |                       |  |    |                 |             |             |
|  | 8                | Jazz de l'Utah                 | 1                     |   | 1                         | Lakers de Los Angeles      | 4                          |                            |  |   |                        |                       |                       |  |    |                 |             |             |
|  |                  |                                |                       |   | 1                         | Lakers de Los Angeles      | 4                          |                            |  |   |                        |                       |                       |  |    |                 |             |             |
|  |                  | 5                              | Rockets de Houston    | 3 |                           |                            |                            |                            |  |   |                        |                       |                       |  |    |                 |             |             |
|  | 4                | 5                              | Rockets de Houston    | 3 | Trail Blazers de Portland | 2                          |                            |                            |  |   |                        |                       |                       |  |    |                 |             |             |
|  | 4                |                                |                       |   | Trail Blazers de Portland | 2                          |                            |                            |  |   |                        |                       |                       |  |    |                 |             |             |
|  | 5                | Rockets de Houston             | 4                     |   |                           |                            |                            |                            |  |   |                        |                       |                       |  |    |                 |             |             |
|  | 5                | Rockets de Houston             | 4                     |   |                           |                            |                            |                            |  | 1 | Lakers de Los Angeles  | 4                     |                       |  |    |                 |             |             |
|  | Conférence Ouest |                                |                       |   |                           |                            |                            |                            |  | 1 | Lakers de Los Angeles  | 4                     |                       |  |    |                 |             |             |
|  |                  | 2                              | Nuggets de Denver     | 2 |                           |                            |                            |                            |  |   |                        |                       |                       |  |    |                 |             |             |
|  | 3                | 2                              | Nuggets de Denver     | 2 | Spurs de San Antonio      | 1                          |                            |                            |  |   |                        |                       |                       |  |    |                 |             |             |
|  | 3                |                                |                       |   | Spurs de San Antonio      | 1                          |                            |                            |  |   |                        |                       |                       |  |    |                 |             |             |
|  | 6                | Mavericks de Dallas            | 4                     |   |                           |                            |                            |                            |  |   |                        |                       |                       |  |    |                 |             |             |
|  | 6                | Mavericks de Dallas            | 4                     |   | 6                         | Mavericks de Dallas        | 1                          |                            |  |   |                        |                       |                       |  |    |                 |             |             |
|  |                  |                                |                       |   | 6                         | Mavericks de Dallas        | 1                          |                            |  |   |                        |                       |                       |  |    |                 |             |             |
|  |                  | 2                              | Nuggets de Denver     | 4 |                           |                            |                            |                            |  |   |                        |                       |                       |  |    |                 |             |             |
|  | 2                | 2                              | Nuggets de Denver     | 4 | Nuggets de Denver         | 4                          |                            |                            |  |   |                        |                       |                       |  |    |                 |             |             |
|  | 2                |                                |                       |   | Nuggets de Denver         | 4                          |                            |                            |  |   |                        |                       |                       |  |    |                 |             |             |
|  | 7                | Hornets de La Nouvelle-Orléans | 1                     |   |                           |                            |                            |                            |  |   |                        |                       |                       |  |    |                 |             |             |